# Karl-May-Spiele Bad Segeberg

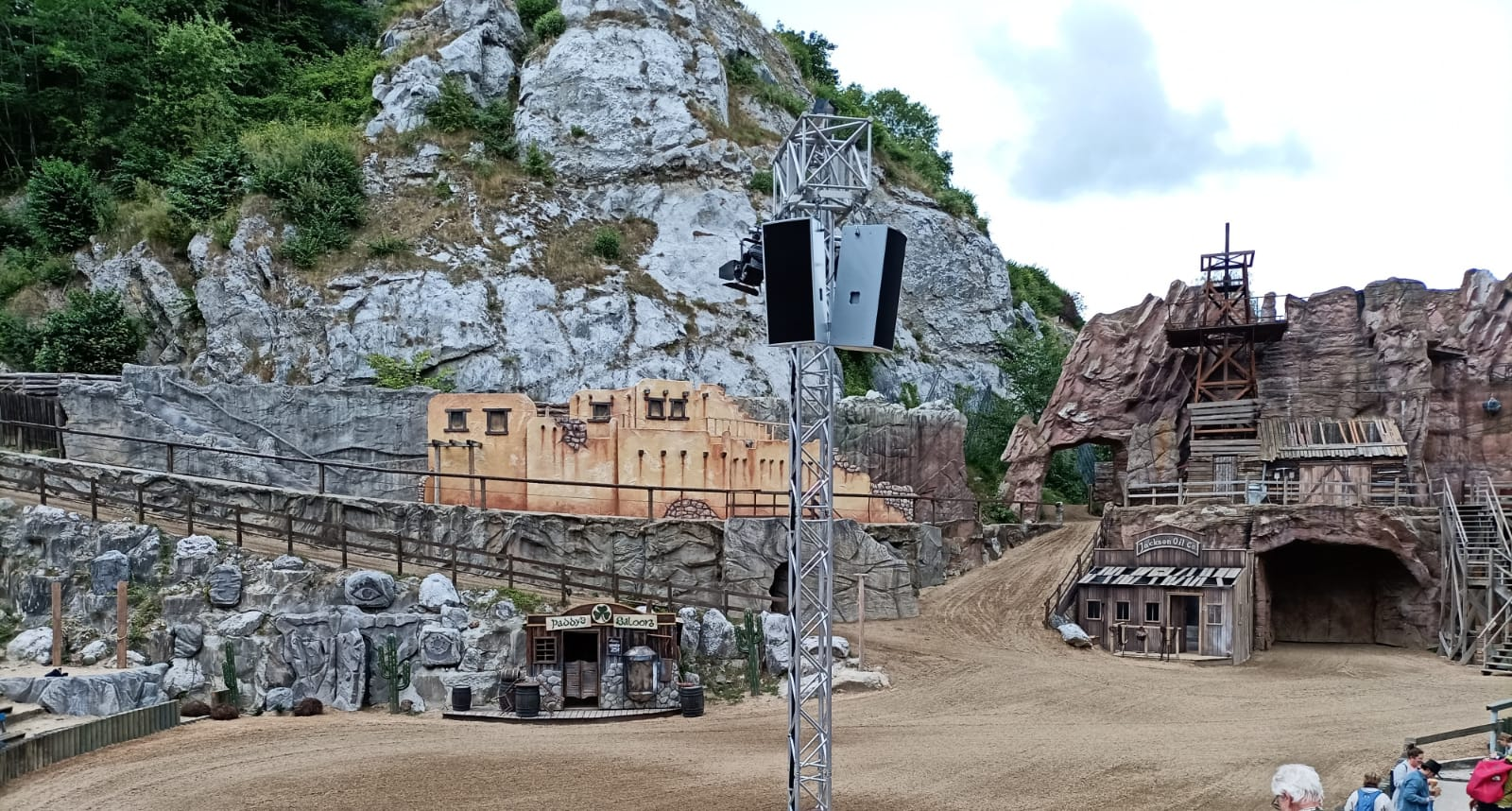
Die Kalkbergarena als Kulisse der Karl-May-Spiele

Die Karl-May-Spiele Bad Segeberg finden seit 1952 jährlich von Ende Juni bis Anfang September im Kalkbergstadion in Bad Segeberg statt. Jedes Jahr wird dort ein Freilichttheaterstück nach einer Vorlage von Karl May aufgeführt.

## Geschichte

### Das Kalkbergstadion

#### Gips-Abbau am Kalkberg
Bis 1931 wurden im Tagebau des Kalkberges Millionen Kubikmeter Gips abgebaut. Durch den Tagebau wurde aus dem einst 110 Meter hohen Berg ein 91 Meter hoher Berg, an dessen Fuße sich nach dem Ende des Tagebaus eine Grube befand.

#### Nordmark-Feierstätte
Der damalige Bürgermeister von Bad Segeberg, Eberhard Jeran, bewarb sich nach dem Ende des Tagebaus um den Bau einer NS-Versammlungsstätte im alten Tagebau. Auch der Ort Haithabu bewarb sich um den Bau der NS-Stätte. Jedoch erhielt Bad Segeberg den Zuschlag, wodurch die Bauarbeiten für das Kalkbergstadion am 27. Mai 1934 begannen. Die Feierstätte sollte ursprünglich innerhalb von 2 Jahren fertiggestellt werden, jedoch kamen Probleme auf, wie die aus Berlin geforderten Sitzreihen, die im Gestein befestigt werden sollten. Dieses musste jedoch auf Grund des Gips-Materials des Kalkbergs aus Schlesien angefordert werden. Dadurch blieb die Stadt Bad Segeberg auf hohen Kosten sitzen, für die sie ursprünglich Unterstützung aus Berlin zugesagt bekommen hatte. Das Stadion wurde am 10. Oktober 1937 durch den Reichspropagandaminister Joseph Goebbels mit 20.000 Zuschauern eingeweiht. Nach der Einweihung wurde das Stadion jedoch nur wenig genutzt. Nach Beginn des Zweiten Weltkrieges nutzte die Hitlerjugend das Stadion vereinzelt für Versammlungen und Fahnenweihen. Dies hatte ein Ende, als am 8. Mai 1945 die britischen Truppen im Stadion ihren Sieg über die Nazis feierten.

#### Nachkriegszeit
Nach dem Ende des Zweiten Weltkrieges wurde das Kalkbergstadion für Veranstaltungen genutzt, wie einer Boxveranstaltung am 6. Oktober 1945, der ersten Veranstaltung nach Kriegsende, bei der Max Schmeling Ringrichter war. Das Event zog 12.000 Zuschauer nach Bad Segeberg. Dadurch erwies sich das Potenzial des Kalkbergstadions als Veranstaltungsort.

### Karl-May-Spiele

#### Anfänge in den 1950er und 1960er Jahren
1950 unterbreitete der Intendant der Lübecker Bühnen, Robert Ludwig, der Stadtverwaltung von Bad Segeberg den Vorschlag, Karl Mays Abenteuerromane als „Karl-May-Spiele“ im Kalkbergstadion zu veranstalten. Eine Hamburger Theatergruppe machte der Stadt den Vorschlag, die Nibelungen-Sage am Kalkberg zu inszenieren. Robert Ludwig konnte die Kommunalpolitiker überzeugen und durch einen Zuschuss der Stadt Bad Segeberg von 25.000 DM fanden in enger Zusammenarbeit mit dem Karl-May-Verlag in Bamberg vom 16. August bis 9. September 1952 die ersten Karl-May-Spiele, damals noch unter dem Namen „Winnetou-Festspiele“, statt. 98.400 Besucher kamen bei 15 Vorstellungen an den Kalkberg, bei denen Hans-Jürgen Stumpf als erster Winnetou am Kalkberg auftrat. Nach dem Ende der ersten Saison stand für Robert Ludwig fest, dass die Karl-May-Spiele weitergehen werden. Über mehrere Jahre hinweg wurden verschiedene Erzählungen von Karl May am Kalkberg aufgeführt. Dabei wurden die ersten zwei Jahrzehnte insbesondere von Wulf Leisner geprägt, der von 1954 bis 1970 durchgehend in 17 Spielzeiten als Regisseur und Intendant fungierte und neben Wild-West-Aufführungen auch sechs Balkan- und Orientstücke auf die Bühne brachte (z. B. Hadschi Halef Omar oder In den Schluchten des Balkan). Als Winnetou-Darsteller etablierte er Heinz Ingo Hilgers (ab 1961 sieben Mal in dieser Rolle). Hilgers, von dem Fotos im Winnetou-Kostüm auf der Kalkberg-Bühne die Cover mehrerer Europa-Hörspiel-Alben zierten, war daher auch in der engeren Auswahl für die Rolle des Apachen-Häuptlings im Rialto-Kinofilm Der Schatz im Silbersee von Produzent Horst Wendlandt. Doch das Einladungsschreiben zum Vorsprechen erreichte Hilgers nicht rechtzeitig. Angeblich hatten die Segeberger Stadtväter es zurückgehalten, befürchtend, sonst Hilgers als Hauptdarsteller der Festspiele zu verlieren. Die Kinorolle bekam dann Pierre Brice, der ab 1988 auch in Bad Segeberg den Winnetou spielte (siehe unten).

#### Fernsehübertragungen
Auf Initiative des NWDR-Redakteurs Udo Langhoff wurde von 1957 bis 1981 jährlich eine gekürzte TV-Fassung der jeweiligen Inszenierung im Nachmittagsprogramm der ARD übertragen. 1998 bis 2010 zeigte der Norddeutsche Rundfunk jeweils eine Aufführung in seinem Dritten Fernsehprogramm.

#### Pierre Brice am Kalkberg in den 1980er Jahren
Die 1980er Jahre kann man als Schicksalsjahre der Karl-May-Spiele bezeichnen. Am Anfang des Jahrzehnts standen die Spiele kurz vor dem Aus, am Ende der 1980er Jahre wurden Zuschauerrekorde gefeiert. 1975 hatte Harry Walther die Regie und Spielleitung übernommen. Der frühere Old Shatterhand-Darsteller (1961, 1962, 1964–1967; in den Jahren 1963 und 1963 spielte er in Bad Segeberg den Kara Ben Nemsi) zeigte sich durchaus experimentierfreudig, richtete die Veranstaltung in wenigen Jahren fast zu Grunde: Er engagierte, was damals unüblich war, TV-Stars für Hauptrollen, wie Raimund Harmstorf (1976 als schurkischer Sander, 1979 als Old Firehand), Claus Wilcke (1980 im "Tal des Todes") oder Chris Howland (ebenfalls 1980), bekannt aus der "Winnetou I"-Verfilmung aus dem Jahre 1963. Doch die Zuschauerzahlen sanken, die Produktionskosten stiegen. 1980 wurde deswegen von der Stadt die Kalkberg GmbH gegründet, deren Geschäftsführer damals Ernst Reher war, und mit der Durchführung der Karl-May-Spiele beauftragt. Diese verpflichtete 1981 als Nachfolger von Walther den Schauspieler Klaus-Hagen Latwesen, der schon mehrfach (erstmals 1965; 1973 und 1975 als "Winnetou") in Segeberg mitgewirkt hatte, als Regisseur, Buchautor, Intendant und Hauptdarsteller (Winnetou) in Personalunion. Latwesen setzte auf actionreiche Inszenierungen unter Nutzung der ganzen Arena einschließlich des Zuschauerraumes und steigerte in den Spielzeiten 1983 bis 1986 die Zuschauerzahlen. Latwesen gilt als Retter der Karl-May-Spiele, die 1982 fast eingestellt worden wären. Dennoch wurde er nach der Saison 1987 nicht weiterverpflichtet. Als Pierre Brice 1988 sein Debüt als Winnetou am Kalkberg, den er bereits in den Karl-May-Verfilmungen gespielt hatte, gab, hatte Peter Hick als Intendant übernommen. Durch das Engagement von Brice hatten die Spiele einen jährlichen Ansturm von Besuchern. Im ersten Jahr, 1988, lag die Besucherzahl bei 251.554 und somit erstmalig über 200.000 für die Karl May Spiele. 1990 hatten die Spiele erstmals eine Besucherzahl über 300.000.

#### Gojko Mitić am Kalkberg ab 1992
1992 gab Gojko Mitić, der „Winnetou des Ostens“, sein Debüt als Winnetou am Kalkberg. Die Besucherzahlen lagen zwar fast 10 Jahre nach seinem Debüt deutlich unter denen von Pierre Brice. Diese stiegen jedoch ab 2001 wieder an und befanden sich wieder knapp unter 300.000. 2003 stellte Gojko Mitić seinen persönlichen Besucherrekord von 289.897 Besuchern auf. Im Jahre 2006 spielte Mitić zum letzten Mal den Winnetou am Kalkberg, somit hält er mit 15 Spielzeiten als Winnetou (Stand: 2023) den Rekord mit den meisten Spielzeiten als Winnetou-Darsteller.

#### Zeit nach den bekanntesten Winnetou-Darstellern
Der Nachfolger von Gojko Mitić wurde von 2007 bis 2012 Erol Sander. Im Jahre 2009 gab es einen neuen Besucherrekord für mit über 320.000. Die Besucherzahlen blieben bis 2012 beständig um 300.000.
Auf Sander folgte von 2013 bis 2018 Jan Sosniok als Winnetou am Kalkberg. In seinem ersten Jahr, in dem auch Gojko Mitić als Winnetous Vater, Intschu-tschuna, an den Kalkberg zurückkehrte, gab es einen neuen Besucherrekord von 322.424. In den Folgejahren wurden jährlich neue Besucherrekorde aufgestellt. In der letzten Saison von Sosniok, 2018, kamen 388.910 Zuschauer an den Kalkberg.
Ab 2019 übernahm Alexander Klaws die Rolle des Winnetou. Klaws war bereits 2017 als Old Surehand an der Seite von Jan Sosniok am Kalkberg aufgetreten. Mit Klaws als Winnetou überschritten die Karl-May-Spiele in der Saison 2019 erstmals die 400.000-Besucher-Marke. Nach der Inszenierung 2019 verabschiedete sich der langjährige Regisseur Norbert Schultze junior von den Karl-May-Spielen.
2020 und 2021 mussten auf Grund der COVID-19-Pandemie die Karl-May-Spiele abgesagt werden. Als Ersatz-Veranstaltung fand 2021 ein Live-Hörspiel mit dem Namen Winnetou – Das Gold der Rocky Mountains im Indian-Village statt.
2022 erzielten die Karl-May-Spiele mit Alexander Klaws als Winnetou ein weiteres Mal einen neuen Besucherrekord. Mit 406.925 Zuschauern konnte die Besucherrekordmarke von 1980 aus Elspe übertroffen werden. In den Jahren 2023 und 2024 wurde dieser Wert aufeinanderfolgend zwei weitere Male übertroffen, da 2023 insgesamt 430.321 Zuschauer und 2024 zusammen 445.298 Zuschauer zum Kalkberg kamen, wodurch zum zehnten Mal in Folge ein Besucherrekord aufgestellt wurde. Klaws spielt auch in der Saison 2025 in dem Stück „Halbblut“ den Winnetou, Gaststars sind Sonja Kirchberger und Francis Fulton-Smith. Für die Spielzeit 2026 ist das Stück „Im Tal des Todes“ angekündigt.

## Mitwirkende
Die Karl May Spiele beschäftigen rund 35 Statisten, 12 Schauspieler, 12 Pferde, 8 Stuntleute und weitere Mitarbeiter hinter den Kulissen. Das Casting der Statisten findet Anfang April des jeweiligen Jahres statt.
Rekordhalter in Sachen Auftritte am Kalkberg ist Joshy Peters. 1987 spielte er erstmals dort mit, seither (bis 2025) absolvierte er 31 Spielzeiten in Bad Segeberg und stellte dabei 10 Mal den Old Shatterhand dar – auch das ein Rekord. Ein anderer Dauer-Mitwirkender hatte in dem Jahr, als Peters debütierte (1987), seine letzte Saison bei den Spielen: Gunther Schüler, der von 1961 insgesamt 23 Mal dabei war. Auch Rolf E. Schenker gehört zu den am häufigsten mitwirkenden Schauspielern in Bad Segeberg: 21 Mal wurde er engagiert. Harald Wieczorek war von 1979 bis 2025 in 18 Karl-May-Sommern in Segeberg dabei und mit 16 Spielzeiten ist auch Nicolas König, seit 2023 dort als Regisseur tätig, einer der prägenden Darsteller der Spiele.

### Hauptdarsteller
Die Hauptrolle des Winnetou bzw. des Hadschi Halef Omar wurde bisher von 19 Schauspielern (Stand: 2023) verkörpert. Winnetou wurde am häufigsten von Gojko Mitić gespielt, 15 Jahre lang gab er den Apachenhäuptling (1992–2006), gefolgt von Klaus-Hagen Latwesen (1973, 1975 und 1981–1987) mit 9 Winnetou-Sommern.
| Jahr(e)                    | Schauspieler         | Rolle              |
| -------------------------- | -------------------- | ------------------ |
| 1952                       | Hans-Jürgen Stumpf   | Winnetou           |
| 1953                       | Gerhart Lippert      | Winnetou           |
| 1954                       | Horst Vinçon         | Winnetou           |
| 1955–1956                  | Aloys Kuttin         | Hadschi Halef Omar |
| 1957–1958                  | Günter Hoffmann      | Winnetou           |
| 1959–1960, 1963, 1968      | Gerd Teller          | Hadschi Halef Omar |
| 1961, 1964–1967, 1969–1970 | Heinz Ingo Hilgers   | Winnetou           |
| 1962                       | Manfred Boehm        | Winnetou           |
| 1971                       | Werner Wachsmuth     | Winnetou           |
| 1972                       | Udo Bodnik           | Hadschi Halef Omar |
| 1973, 1975, 1981–1987      | Klaus-Hagen Latwesen | Winnetou           |
| 1974                       | Klaus-Hagen Latwesen | Haukaropora        |
| 1976–1977, 1979–1980       | Thomas Schüler       | Winnetou           |
| 1978                       | Jürgen Feindt        | Hadschi Halef Omar |
| 1988–1991                  | Pierre Brice         | Winnetou           |
| 1992–2006                  | Gojko Mitić          | Winnetou           |
| 2007–2012                  | Erol Sander          | Winnetou           |
| 2013–2018                  | Jan Sosniok          | Winnetou           |
| seit 2019                  | Alexander Klaws      | Winnetou           |
| 2022                       | Sascha Hödl 1        | Winnetou           |

### Gaststars
1976 war Raimund Harmstorf der erste Gaststar am Kalkberg. Nach Harmstorf traten bis 1988 nur selten Gaststars am Kalkberg auf. Seit dem Debüt von Pierre Brice 1988 gehören Gaststars jährlich als fester Bestandteil zum Ensemble.
Mehrfach wurden dabei solche Schauspiel-Stars verpflichtet, die in den Karl-May-Filmerfolgen der 1960er-Jahre mitgewirkt hatten: Neben Pierre Brice waren dies Gojko Mitić, Ralf Wolter, Elke Sommer, Chris Howland und Dunja Rajter. Außerdem wurde 1992/93 mit Christopher Barker der Sohn des US-Film-Stars Lex Barker engagiert, damit dieser jene Figur verkörpert, die schon sein Vater in den Kinoerfolgen gespielt hatte: Winnetous Blutsbruder Old Shatterhand.
- Francis Fulton-Smith: 2025 (Charles Leveret)
- Sonja Kirchberger: 2025 (Donna Leveret)
- Jan Hartmann: 2024 (Old Firehand)
- Wolfgang Bahro: 2023 (Santer)
- Nadine Menz: 2023 (Nscho-tschi)
- Sascha Hehn: 2022 (Grinley) 2
- Katy Karrenbauer: 2022 (Rosalie Ebersbach) 2
- Larissa Marolt: 2019 (Tiffany O‘Toole)
- Raùl Richter: 2019 (Martin Baumann)
- Jochen Horst: 2018 (Harry Melton)
- Christine Neubauer: 2018 (Judith Silberstein)
- Mathieu Carrière: 2000 (Grinley), 2017 (General Douglas)
- Alexander Klaws: 2017 (Old Surehand)
- Sila Sahin: 2017 (Lea-tshina), 2024 (Ribanna)
- Till Demtrøder: 2016 (Old Shatterhand)
- Susan Sideropoulos: 2016 (Ellen Patterson)
- Oliver Stritzel: 2016 (Cornel Brinkley)
- Ralf Bauer: 2015 (Old Firehand)
- Barbara Wussow: 2015 (Señorita Miranda)
- Wayne Carpendale: 2003 (Old Surehand), 2013–2014 (Old Shatterhand)
- Christian Kohlund: 2014 (Burton)
- Gojko Mitić: 2013 (Intschu-tschuna)
- Sophie Wepper: 2013 (Nscho-tschi)
- Mola Adebisi: 2012 (Massa Bob)
- Timothy Peach: 2012 (Santer)
- Dunja Rajter: 2003 (Mutter Thick), 2012 (Marie Laveau)
- Marek Erhardt: 2011 (Ölprinz)
- Lisa Fitz: 2011 (Rosalie Ebersbach)
- Markus Majowski: 2011 (Kantor Hampel)
- Eva Habermann: 2010 (Kitty LaBelle)
- Ingo Naujoks: 2010 (Charles Leveret)
- Dorkas Kiefer: 2009 (Jolene Blenter)
- Martin Semmelrogge: 2009 (Cornel Brinkley)
- Beatrice Richter: 2008 (Rosmatilda Polterman)
- Maike von Bremen: 2008 (Ribanna)
- Alexander Wussow: 2008 (Old Firehand)
- Peter Kremer: 2007 (Santer)
- Thorsten Nindel: 2007 (Old Shatterhand)
- Volker Brandt: 2006 (Vater Hillman)
- Winfried Glatzeder: 2006 (Santer)
- Alexandra Kamp: 2006 (Dr. Kate Brody)
- Götz Otto: 2005 (Harry Melton)
- Saskia Valencia: 2005 (Judith Steinberger)
- Patrick Bach: 2004 (Martin Baumann)
- Ulli Kinalzik: 2004 (Baumann)
- Tanja Szewczenko: 2004 (Mary-Lou Carson)
- Allegra Curtis: 2002 (Señorita Miranda)
- Reiner Schöne: 1996 (Old Death), 2002 (Old Firehand)
- Arthur Brauss: 2001 (Cornel)
- Horst Janson: 1998 (Old Shatterhand), 2001 (Old Firehand)
- Christine Zierl: 2001 (Ellen Patterson)
- Tanja Schumann: 2000 (Rosalie Ebersbach)
- Elke Sommer: 1999 (Big Mama)
- Peter Hofmann: 1997 (Old Firehand)
- Ingrid Steeger: 1995 (Mona)
- Freddy Quinn: 1993–1994 (Sam Hawkens)
- Christopher Barker: 1992–1993 (Old Shatterhand)
- Ingrid van Bergen: 1992 (Kolma Pusch & Verwirrte)
- Ralf Wolter: 1991 (Sam Hawkens)
- Chris Howland: 1980 (Musicman)
- Claus Wilcke: 1980 (Juan Cortinez)
- Raimund Harmstorf: 1976 (Santer), 1979 (Old Firehand)
- Gerhard Lippert: 1978 (Kara Ben Nemsi)
- Jürgen Feindt: 1977 (Hobble-Frank)

## Übersicht der Inszenierungen
Am häufigsten wurde am Kalkberg das Stück „Der Schatz im Silbersee“ nach dem wohl populärsten Roman von Karl May aufgeführt, insgesamt neun mal. Es folgen „Unter Geiern“ (8×) und „Der Ölprinz“ (7×). Die Inszenierung von Karl-May-Orientgeschichten mit den Heldenfiguren Kara Ben Nemsi und Hadschi Halef Omar waren zu Beginn der Spiele noch populär, in acht Spielzeiten gab es solche Aufführungen, davon alleine vier mal die Geschichte „In den Schluchten des Balkan“. Das letzte Mal, dass ein Orient-Abenteuer aufgeführt wurde, war allerdings 1978. Nur in einer einzigen Saison wurde ein Südamerika-Abenteuer gewagt: „Das Vermächtnis des Inka“ (1974 mit Hauptdarsteller Klaus-Hagen Latwesen). Bisher selten sind auch die folgenden Wild-West-Stücke: „Im Tal des Todes“ (3×), „Die Felsenburg“ (3×) und „Winnetou und der Scout“ (1×)
Die Erzählung „Winnetou I“ wurde fünf mal aufgeführt (in der Saison 1976 als Doppelaufführung mit Winnetou 2), das vom Tod des Häuptlings handelnde Stück Winnetou III hingegen bisher nur einmal, in der letzten Saison von Gojko Mitić. Das Ende Winnetous ist aber auch in dem 1990 aufgeführten Pierre Brice-Buch „Winnetous letzer Kampf“ enthalten, das auf Motiven aus Winnetou III aufbaut. Fernerhin wurde fünf mal ein Winnetou-Stück inszeniert, welches sowohl den Beginn der Freundschaft zwischen Winnetou und Old Shatterhand erzählte, aber auch Winnetous Tod darstellte (so z. B. in den ersten beiden Jahren 1952 und 1953, 1957, 1971 und 1982).
| Spielzeit | Spielzeitraum                  | Inszenierung                                | Regie                      | Hauptdarsteller      | Besucher                        |
| --------- | ------------------------------ | ------------------------------------------- | -------------------------- | -------------------- | ------------------------------- |
| 001.      | 16. August – 7. September 1952 | Winnetou                                    | Robert Ludwig              | Hans-Jürgen Stumpf   | 98.400                          |
| 002.      | 7. August – 31. August 1953    | Winnetou                                    | Robert Ludwig              | Gerhart Lippert      | 67.600                          |
| 003.      | 31. Juli – 30. August 1954     | Der Schatz im Silbersee                     | Wulf Leisner               | Horst Vinçon         | 57.895                          |
| 004.      | 6. August – 5. September 1955  | Hadschi Halef Omar                          | Wulf Leisner               | Aloys Kuttin         | 68.852                          |
| 005.      | 4. August – 3. September 1956  | In den Schluchten des Balkan                | Wulf Leisner               | Aloys Kuttin         | 58.097                          |
| 006.      | 27. Juli – 2. September 1957   | Winnetou                                    | Wulf Leisner               | Günther Hoffmann     | 80.155                          |
| 007.      | 26. Juli – 1. September 1958   | Der Schatz im Silbersee                     | Wulf Leisner               | Günther Hoffmann     | 97.800                          |
| 008.      | 25. Juli – 31. August 1959     | Hadschi Halef Omar                          | Wulf Leisner               | Gerd Teller          | 80.074                          |
| 009.      | 16. Juli – 22. August 1960     | In den Schluchten des Balkan                | Wulf Leisner               | Gerd Teller          | 84.176                          |
| 010.      | 15. Juli – 21. August 1961     | Der Ölprinz                                 | Wulf Leisner               | Heinz Ingo Hilgers   | 99.236                          |
| 011.      | 14. Juli – 20. August 1962     | Unter Geiern – Der Sohn des Bärenjägers     | Wulf Leisner               | Manfred Boehm        | 111.087                         |
| 012.      | 13. Juli – 19. August 1963     | Durch die Wüste                             | Wulf Leisner               | Gerd Teller          | 104.400                         |
| 013.      | 11. Juli – 17. August 1964     | Der Schatz im Silbersee                     | Wulf Leisner               | Heinz Ingo Hilgers   | 108.760                         |
| 014.      | 10. Juli – 16. August 1965     | Old Surehand                                | Wulf Leisner               | Heinz Ingo Hilgers   | 101.049                         |
| 015.      | 9. Juli – 15. August 1966      | Winnetou II – Ribanna und Old Firehand      | Wulf Leisner               | Heinz Ingo Hilgers   | 94.650                          |
| 016.      | 8. Juli – 14. August 1967      | Unter Geiern                                | Wulf Leisner               | Heinz Ingo Hilgers   | 97.040                          |
| 017.      | 6. Juli – 12. August 1968      | In den Schluchten des Balkan                | Wulf Leisner               | Gerd Teller          | 81.375                          |
| 018.      | 5. Juli – 11. August 1969      | Die Felsenburg                              | Wulf Leisner               | Heinz Ingo Hilgers   | 92.350                          |
| 019.      | 4. Juli – 10. August 1970      | Der Ölprinz                                 | Wulf Leisner               | Heinz Ingo Hilgers   | 107.260                         |
| 020.      | 3. Juli – 16. August 1971      | Winnetou                                    | Toni Graschberger          | Werner Wachsmuth     | 118.251                         |
| 021.      | 1. Juli – 14. August 1972      | In den Schluchten des Balkan                | Toni Graschberger          | Udo Bodnik           | 85.731                          |
| 022.      | 30. Juni – 6. August 1973      | Unter Geiern – Der Geist des Llano Estacado | Toni Graschberger          | Klaus-Hagen Latwesen | 97.228                          |
| 023.      | 13. Juli – 25. August 1974     | Das Vermächtnis der Inka                    | Toni Graschberger          | Klaus-Hagen Latwesen | 111.223                         |
| 024.      | 4. Juli – 18. August 1975      | Old Surehand                                | Harry Walther              | Klaus-Hagen Latwesen | 144.497                         |
| 025.      | 10. Juli – 28. August 1976     | Winnetou I & II                             | Harry Walther              | Thomas Schüler       | 160.496                         |
| 026.      | 9. Juli – 21. August 1977      | Der schwarze Mustang                        | Harry Walther              | Thomas Schüler       | 124.339                         |
| 027.      | 8. Juli – 20. August 1978      | Durchs wilde Kurdistan                      | Harry Walther              | Jürgen Feindt        | 100.989                         |
| 028.      | 7. Juli – 26. August 1979      | Old Firehand                                | Harry Walther              | Thomas Schüler       | 104.369                         |
| 029.      | 28. Juni – 16. August 1980     | Im Tal des Todes                            | Harry Walther              | Thomas Schüler       | 87.680                          |
| 030.      | 4. Juli – 23. August 1981      | Der Schatz im Silbersee                     | Klaus-Hagen Latwesen       | Klaus-Hagen Latwesen | 82.434                          |
| 031.      | 12. Juni – 11. Juli 1982       | Winnetou, der rote Gentleman                | Klaus-Hagen Latwesen       | Klaus-Hagen Latwesen | 45.866                          |
| 032.      | 2. Juli – 28. August 1983      | Old Surehand                                | Klaus-Hagen Latwesen       | Klaus-Hagen Latwesen | 131.301                         |
| 033.      | 29. Juni – 26. August 1984     | Unter Geiern – Die Felsengeier              | Klaus-Hagen Latwesen       | Klaus-Hagen Latwesen | 140.532                         |
| 034.      | 29. Juni – 1. September 1985   | Der Ölprinz                                 | Klaus-Hagen Latwesen       | Klaus-Hagen Latwesen | 160.422                         |
| 035.      | 28. Juni – 31. August 1986     | Halbblut                                    | Klaus-Hagen Latwesen       | Klaus-Hagen Latwesen | 164.876                         |
| 036.      | 27. Juni – 30. August 1987     | Winnetou I – Blutsbrüder                    | Klaus-Hagen Latwesen       | Klaus-Hagen Latwesen | 146.791                         |
| 037.      | 18. Juni – 28. August 1988     | Winnetou, der Apache                        | Manfred Seide              | Pierre Brice         | 251.554                         |
| 038.      | 24. Juni – 3. September 1989   | Der Schatz im Silbersee                     | Sergiu Nicolaescu          | Pierre Brice         | 260.134                         |
| 039.      | 7. Juli – 2. September 1990    | Winnetous letzter Kampf                     | Sergiu Nicolaescu          | Pierre Brice         | 299.255                         |
| 040.      | 29. Juni – 25. August 1991     | Winnetou – Das Vermächtnis                  | Pierre Brice & Dagmar Kurr | Pierre Brice         | 317.395                         |
| 041.      | 4. Juli – 30. August 1992      | Old Surehand                                | Sergiu Nicolaescu          | Gojko Mitić          | 220.084                         |
| 042.      | 26. Juni – 22. August 1993     | Der Ölprinz                                 | Sergiu Nicolaescu          | Gojko Mitić          | 213.885                         |
| 043.      | 2. Juli – 28. August 1994      | Der Schatz im Silbersee                     | Sergiu Nicolaescu          | Gojko Mitić          | 200.553                         |
| 044.      | 24. Juni – 27. August 1995     | Winnetou I                                  | Thomas Louis Pröve         | Gojko Mitić          | 230.432                         |
| 045.      | 22. Juni – 25. August 1996     | Winnetou und der Scout                      | Norbert Schultze jr.       | Gojko Mitić          | 221.356                         |
| 046.      | 21. Juni – 31. August 1997     | Winnetou und Old Firehand                   | Norbert Schultze jr.       | Gojko Mitić          | 227.562                         |
| 047.      | 27. Juni – 6. September 1998   | Unter Geiern – Der Geist des Llano Estacado | Jürgen Lederer             | Gojko Mitić          | 213.249                         |
| 048.      | 19. Juni – 29. August 1999     | Halbblut                                    | Pierre Brice               | Gojko Mitić          | 219.573                         |
| 049.      | 24. Juni – 3. September 2000   | Der Ölprinz                                 | Norbert Schultze jr.       | Gojko Mitić          | 240.810                         |
| 050.      | 30. Juni – 9. September 2001   | Der Schatz im Silbersee                     | Norbert Schultze jr.       | Gojko Mitić          | 284.599                         |
| 051.      | 22. Juni – 1. September 2002   | Im Tal des Todes                            | Norbert Schultze jr.       | Gojko Mitić          | 261.760                         |
| 052.      | 28. Juni – 7. September 2003   | Old Surehand                                | Norbert Schultze jr.       | Gojko Mitić          | 289.897                         |
| 053.      | 26. Juni – 5. September 2004   | Unter Geiern – Der Sohn des Bärenjägers     | Norbert Schultze jr.       | Gojko Mitić          | 264.021                         |
| 054.      | 25. Juni – 4. September 2005   | Winnetou und das Geheimnis der Felsenburg   | Norbert Schultze jr.       | Gojko Mitić          | 256.732                         |
| 055.      | 1. Juli – 10. September 2006   | Winnetou III                                | Norbert Schultze jr.       | Gojko Mitić          | 282.005                         |
| 056.      | 23. Juni – 2. September 2007   | Winnetou I                                  | Norbert Schultze jr.       | Erol Sander          | 245.110                         |
| 057.      | 28. Juni – 7. September 2008   | Winnetou und Old Firehand                   | Krystian Martinek          | Erol Sander          | 258.664                         |
| 058.      | 27. Juni – 6. September 2009   | Der Schatz im Silbersee                     | Donald Kraemer             | Erol Sander          | 320.339                         |
| 059.      | 26. Juni – 5. September 2010   | Halbblut                                    | Donald Kraemer             | Erol Sander          | 307.787                         |
| 060.      | 25. Juni – 4. September 2011   | Der Ölprinz                                 | Norbert Schultze jr.       | Erol Sander          | 303.386                         |
| 061.      | 23. Juni – 2. September 2012   | Winnetou II                                 | Norbert Schultze jr.       | Erol Sander          | 290.875                         |
| 062.      | 22. Juni – 1. September 2013   | Winnetou I – Blutsbrüder                    | Norbert Schultze jr.       | Jan Sosniok          | 322.424                         |
| 063.      | 28. Juni – 7. September 2014   | Unter Geiern – Der Geist des Llano Estacado | Norbert Schultze jr.       | Jan Sosniok          | 329.393                         |
| 064.      | 27. Juni – 6. September 2015   | Im Tal des Todes                            | Norbert Schultze jr.       | Jan Sosniok          | 346.677                         |
| 065.      | 25. Juni – 4. September 2016   | Der Schatz im Silbersee                     | Norbert Schultze jr.       | Jan Sosniok          | 366.369                         |
| 066.      | 24. Juni – 3. September 2017   | Old Surehand                                | Norbert Schultze jr.       | Jan Sosniok          | 372.646                         |
| 067.      | 23. Juni – 2. September 2018   | Winnetou und das Geheimnis der Felsenburg   | Norbert Schultze jr.       | Jan Sosniok          | 388.910                         |
| 068.      | 29. Juni – 8. September 2019   | Unter Geiern – Der Sohn des Bärenjägers     | Norbert Schultze jr.       | Alexander Klaws      | 402.110                         |
| 069.      | 27. Juni – 6. September 2020   | Der Ölprinz                                 | Ulrich Wiggers             | Alexander Klaws      | Auf Grund von COVID-19 abgesagt |
| 069.      | 26. Juni – 5. September 2021   | Der Ölprinz                                 | Ulrich Wiggers             | Alexander Klaws      | Auf Grund von COVID-19 abgesagt |
| 069.      | 25. Juni – 4. September 2022   | Der Ölprinz                                 | Ulrich Wiggers             | Alexander Klaws      | 406.925                         |
| 069.      | 25. Juni – 4. September 2022   | Der Ölprinz                                 | Ulrich Wiggers             | Sascha Hödl 3        | 406.925                         |
| 070.      | 24. Juni – 3. September 2023   | Winnetou I – Blutsbrüder                    | Nicolas König              | Alexander Klaws      | 430.321                         |
| 071.      | 29. Juni – 8. September 2024   | Winnetou II – Ribanna und Old Firehand      | Nicolas König              | Alexander Klaws      | 445.298                         |
| 072.      | 28. Juni – 7. September 2025   | Halbblut                                    | Nicolas König              | Alexander Klaws      |                                 |

### Weitere Inszenierungen in Bad Segeberg
| Spielzeitraum              | Inszenierung                            | Bemerkung                                                           |
| -------------------------- | --------------------------------------- | ------------------------------------------------------------------- |
| 1978                       | Winnetou                                | Inszenierungen eines Kinderensembles                                |
| 12. Juli – 23. August 1979 | Winnetou II                             | Inszenierungen eines Kinderensembles                                |
| 28. Juni – 17. August 1980 | Der Ölprinz                             | Inszenierungen eines Kinderensembles                                |
| 1. Juli – 22. August 2021  | Winnetou – Das Gold der Rocky Mountains | Live-Hörspiel im Indian Village; Ersatz für die ausgefallene Saison |

## Dokumentationen
- 2017: NDR-Dokumentation; Als Winnetou in den Norden kam. (Sendung vom 5. Juli 2017, NDR 20.15–21.45 Uhr)

## Trivia
Karl-May-Festspiele finden auch an anderen Orten statt.